# Liste der Biografien/Erv
Liste der Biografien |
Portal Biografien |
Personensuche
# |
A |
B |
C |
D |
E |
F |
G |
H |
I |
J |
K |
L |
M |
N |
O |
P |
Q |
R |
S |
T |
U |
V |
W |
X |
Y |
Z |
?
 
Ea |
Eb |
Ec |
Ed |
Ee |
Ef |
Eg |
Eh |
Ei |
Ej |
Ek |
El |
Em |
En |
Eo |
Ep |
Eq |
Er |
Es |
Et |
Eu |
Ev |
Ew |
Ex |
Ey |
Ez
 
Era |
Erb |
Erc |
Erd |
Ere |
Erf |
Erg |
Erh |
Eri |
Erj |
Erk |
Erl |
Erm |
Ern |
Ero |
Erp |
Err |
Ers |
Ert |
Eru |
Erv |
Erw |
Erx |
Ery |
Erz
Die Liste der Biografien führt alle Personen auf, die in der deutschsprachigen Wikipedia einen Artikel haben. Dieses ist eine Teilliste mit 20 Einträgen von Personen, deren Namen mit den Buchstaben „Erv“ beginnt.

## Erv

### Erva
- Ervast, Pekka (1875–1934), finnischer Autor

### Erve
- Erven Dorens, Jan Willem van (* 1934), niederländischer Hockeyspieler
- Erven, Heinz (1900–1993), deutscher Landwirt; Pionier auf dem Gebiet des naturgemäßen Anbaus von Obst und Gemüse
- Erven, Joop van (* 1949), niederländischer Jazz-Schlagzeuger

### Ervi
- Ervier, Raul-Juri Georgijewitsch (1909–1991), sowjetischer Geologe
- Ervik, Eskil (* 1975), norwegischer Eisschnellläufer
- Ervin, Anthony (* 1981), US-amerikanischer Schwimmer
- Ervin, Booker (1930–1970), US-amerikanischer Jazz-Saxophonist
- Ervin, Erika (* 1979), US-amerikanische Schauspielerin und Model
- Ervin, James (1778–1841), US-amerikanischer Politiker
- Ervin, John Fulton (1807–1856), US-amerikanischer Politiker
- Ervin, Joseph Wilson (1901–1945), US-amerikanischer Politiker
- Ervin, Lorenzo Kom’boa (* 1947), afroamerikanischer Schriftsteller, Aktivist und Black Anarchist
- Ervin, Mitchell (* 1979), US-amerikanischer Basketballschiedsrichter
- Ervin, Sam (1896–1985), US-amerikanischer Jurist und Politiker der Demokratischen Partei
- Ervine, David (1953–2007), nordirischer Politiker (PUP)
- Ervine, St. John (1883–1971), irischer Dramatiker, Schriftsteller und Hochschullehrer
- Erving, Julius (* 1950), US-amerikanischer BasketballspielerJulius Erving (* 1950)

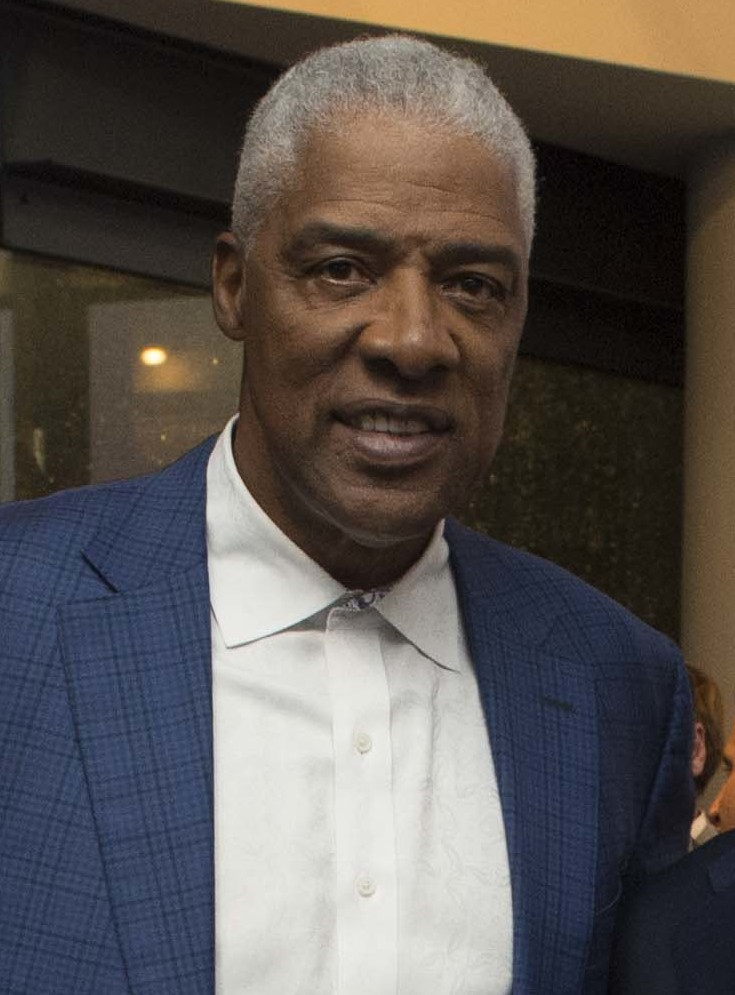
Julius Erving (* 1950)

- Erviti Barcelona, Félix (1910–2000), spanischer Ordensgeistlicher und römisch-katholischer Apostolischer Präfekt von Westsahara
- Erviti, Imanol (* 1983), spanischer Radrennfahrer